# Ermita de Sant Joan Baptista (Calp)
Ermita de Sant Joan Baptista és una ermita a Cases de Torrat, una partida de la Cometa a Calp. Situada en el Tosal de La Cometa, es tracta d'un conjunt d'interès històric-religiós, format per edificacions d'una antiga masia fortificada construïda a la fi del S. XVII o principis del S. XVIII.

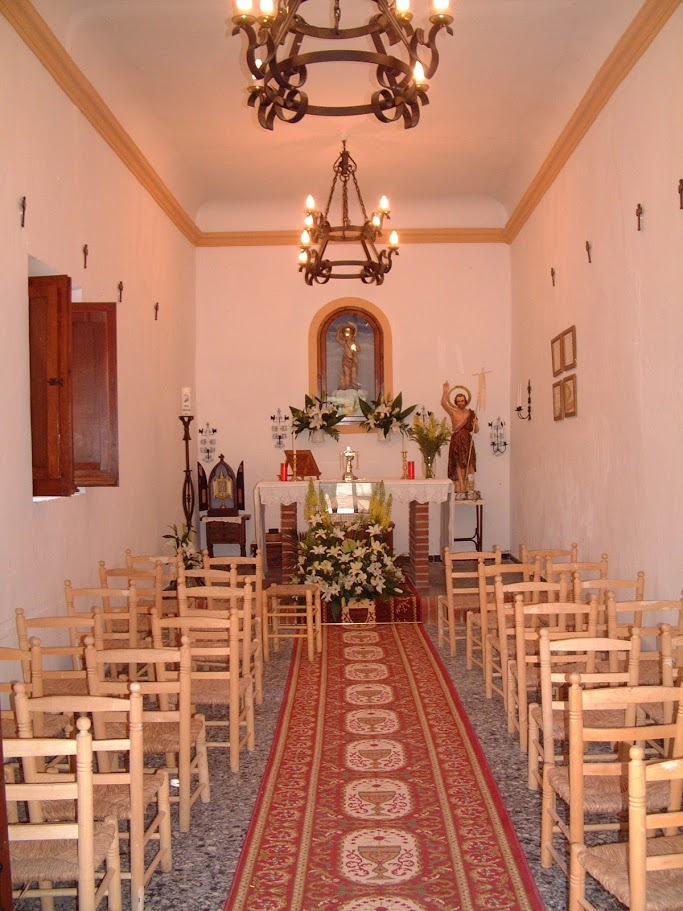
Interior de l'ermita en l'actualitat (2016)

S'estima que l'ermita, construïda sota la advocación de Sant Joan Baptista va ser l'oratori particular de les fortificacions de la zona rural de La Cometa. Davant de l'ermita, hi ha dos riuraus i existeixen encara tres pous, un dels quals va conservar la seva coberta cònica, un aljub i un sistema per a la recollida de pluvials.
No tenim cap notícia alguna sobre la història d'aquesta petita ermita. Està enclavada en la partida rural de la caseria de les Cases de Torrat. Està adossada a dues grans cases que des de 1747, formen la masia fortificada de La Cometa, i que en l'actualitat ofereixen encara un aspecte de vella fortalesa. En aquest any, en renovar-se la masia, la van privar d'aquest caràcter defensiu que tenia i van fer dos habitatges, tal com avui la veiem. La façana d'aquesta ermita, el mateix que la seva petita espadanya, són de pedra tosca de Calp. El seu titular, Sant Joan Baptista, era una preciosa escultura de blanc i finíssim marbre, de tal duresa, que en ser assaltada l'ermita el 1936, va costar gran treball trencar-la.
El 1943, José Cabrera, de Benissa, va regalar la senzilla imatge que actualment té. Els veïns de La Cometa i de Cases de Torrat celebren tots els anys la festa de Sant Joan, el dia 24 de juny.